# Lucus
Na religião romana antiga, um lucus ([ˈɫ̪uː.kʊs], plural lucī) é um bosque sagrado.
Lucus era uma das quatro palavras latinas que significavam, em geral, "floresta, região arborizada, bosque" (junto com nemus, silva, e saltus), mas, diferentemente das outras, era usada principalmente como uma designação religiosa, significando "bosque sagrado". Sérvio define o lucus como "um grande número de árvores com significado religioso", diferentemente da silva, uma floresta natural, e do nemus, um arboreto que não é consagrado. Um saltus geralmente implica uma área selvagem com características topográficas variadas.
Um lucus era um local cultivado, mais parecido com um parque arborizado do que com uma floresta, e podia conter um aedes, uma construção que abrigava a imagem de um deus, ou outras características paisagísticas que facilitavam ou davam origem ao ritual. Foi conjecturado, por exemplo, que o Lupercal, referido como uma "caverna", era um pequeno lucus com uma gruta artificial, uma vez que a arqueologia não descobriu nenhuma caverna natural na área.
Apuleio registra que "quando viajantes piedosos passam por um bosque sagrado (lucus) ou um local de culto em seu caminho, eles costumam fazer um voto (votum), uma oferenda de frutas ou sentar-se por um tempo".

## Etimologia
Algumas fontes antigas, bem como etimologistas modernos, derivam a palavra "de uma entrada de luz" (a lucendo); isto é, o lucus era a clareira cercada por árvores. O cognato do alto alemão antigo lôh também significa "clareira, bosque sagrado". Lucus parece ter sido entendido nesse sentido na literatura medieval inicial; até o século X, era regularmente traduzido para o AAA como harug, uma palavra nunca usada para a silva secular. Sérvio, no entanto, diz de forma um tanto perversa que um lucus é assim chamado porque non luceat, "não é iluminado", talvez implicando que um bosque sagrado adequado abrigava apenas cerimônias diurnas legítimas e não ritos noturnos duvidosos que exigiam luz de tochas.

## Clareira limpa
Em seu livro De agri cultura, Catão registra um ritual romano chamado lucum conlucare, "limpar uma clareira". O oficiante é instruído a oferecer um porco como piaculum, uma propiciação ou oferenda expiatória feita antecipadamente pelo possível dano cometido contra o bosque por ação humana. As seguintes palavras devem ser formuladas (verba concipito) para o local específico:

Seja você deus ou deusa (si deus, si dea) a quem este bosque é dedicado, pois é seu direito receber o sacrifício de um porco para o desbaste deste bosque sagrado, e com esta intenção, quer eu ou alguém a meu comando o faça, que seja feito corretamente. Para este fim, ao oferecer-te este porco, humildemente imploro que sejas gracioso e misericordioso comigo, com minha casa, com minha família e com meus filhos. Digna-te receber este porco que te ofereço para este fim.

A palavra piaculum é repetida três vezes na oração, enfatizando que o sacrifício do porco não é uma oferta voluntária, mas algo devido à divindade por direito (ius). O piaculum compensa a divindade por uma transgressão ou ofensa e difere de um sacrifício regular oferecido na esperança de obter favor em troca (do ut des).
É tentador, mas enganoso, interpretar princípios ecológicos na agricultura ritualizada; para os primeiros romanos, o respeito era parceiro do medo em sua consideração pelas forças divinas da natureza, e a invocação aberta com a qual essa oração começa é uma "saída" ou proteção contratual. O piaculum era uma garantia de que a ação de limpeza era válida. Thoreau, no entanto, fez referência admirada à oração de Catão em Walden: "Eu gostaria que nossos fazendeiros, quando cortassem uma floresta, sentissem um pouco daquele temor que os antigos romanos sentiam quando vinham desbastar ou deixar entrar a luz em um bosque consagrado (lucum conlucare)."

## Festival do bosque
A Lucária ("Festival do Bosque") era realizada nos dias 19 e 21 de julho, de acordo com os Fasti Amiterni, um calendário que data do reinado de Tibério e foi encontrado em Amiternum (hoje S. Vittorino), no território sabino.

## Bosques sagrados do Império Romano
Um lucus pode se tornar um foco de atividade tal que uma comunidade cresceu ao seu redor, como foi o caso do Lucus Augusti, que hoje é Lugo, na Espanha, e do Lucus Feroniae, perto de Capena. Lucus é, portanto, parte do nome latino de vários lugares antigos do Império Romano, dos quais o nome moderno deriva, incluindo:
- Lucus Angitiae ("Bosque Sagrado de Angitia"), agora Luco dei Marsi, uma cidade na Itália
- Lucus Pisaurensis,[17] o Bosque Sagrado de Pesaro, Itália; descoberto por Annibale Degli Abati Olivieri, um aristocrata italiano do século XVIII
- Lucus Augusti, o nome de múltiplos locais, tais como:
  - Lugo, a cidade na Espanha
  - Luc-en-Diois, na França
- Lucus Feroniae ("Bosque Sagrado de Ferônia") ou Ferônia, uma cidade agora desaparecida na Etrúria, Itália; veja Torre di Terracina, Itália